# Musa Muslihuddin
Musa Muslihuddin (* um 1463 in Denizli; † 1552), bekannt unter dem Namen Merkez Efendi, war ein türkischer Sufi (islamischer Mystiker) und Sheikh der Halveti-Tariqa (Halveti-Derwisch-Orden).
Seinen Beinamen Merkez Efendi erhielt er, als sein Sheikh Sumbul Sinani († ca. 1529) nach einem würdigen Nachfolger suchte, der nach ihm die Stellung als Oberhaupt der Halveti-Tariqa einnehmen sollte. Er gab seinen Derwischen deshalb eine Aufgabe und stellt ihnen die Frage: „Wenn ihr Gott wäret, was würdet ihr tun?“
Darauf wollten einige seiner Schüler aus Ehrfurcht nicht antworten und sagten nur, dass sie Zuflucht bei Allah, dem Herrn der Welten, nähmen. Andere wiederum antworteten auf eine unpersönliche Art und Weise und in philosophischen Ausdrücken. Musa Muslihuddin aber erwiderte seinem Sheikh, dass er eine vollkommene und unveränderliche Ordnung um sich herum sehe. Dieser Ausspruch gilt als der Grund für seinen Beinamen Markaz, was auf Arabisch ‚Zentrum‘ bedeutet. Schließlich wurde er der Nachfolger von Sumbul Sinani.
Noch heute ist ein Friedhof an der byzantinischen Stadtmauer Istanbuls nach Merkez Efendi benannt.

## Erfinder des Heilmittels Mesir Macunu
Merkez Efendi ist der Erfinder des Heilmittels Mesir Macunu. Dieses Heilmittel ist eine Art Paste und wurde bzw. wird immer noch gegen Krankheiten verwendet. Es ist ein Gemisch aus 41 Heilkräutern, Gewürzen, Samen, Wurzeln und Harzen, welches anschließend mit Honig zu einer dunklen Paste verrührt wird. Es soll gegen verschiedensten Krankheiten heilende Wirkungen besitzen.